# Good Job (serie de televisión)
Good Job (en hangul, 굿잡; RR: Gutjap) es una serie de televisión surcoreana dirigida por Kang Min-gu y Kim Seong-jin, y protagonizada por Jung Il-woo y Kwon Yu-ri. Se emitió desde el 24 de agosto hasta el 29 de septiembre de 2022 por el canal ENA, los miércoles y jueves a las 21:00 horas (hora local coreana), y estará probablemente disponible asimismo en la plataforma Netflix para algunos países del mundo.

## Sinopsis
Good Job es una serie dramática de romance y detectives que gira en torno a un chaebol que lleva una doble vida como detective y propietario del grupo empresarial Eungang (interpretado por Jung Il-woo), y una mujer con una fantástica visión que trata de ocultar su poder usando gruesas gafas (Kwon Yu-ri).

## Reparto

### Principal
- Jung Il-woo como Eun Seon-woo, de familia chaebol, con una gran riqueza y un físico privilegiado, es un genio de doble vida, entre presidente del grupo empresarial y detective.[6][7]
- Kwon Yu-ri como Don Se-ra, nació con un poder extraordinario de visión, que mantiene en secreto usando unas gruesas gafas. Creció en un orfanato.[6][7]

### Secundario
- Eum Moon-suk como Yang Jin-mo, un abogado que es el mejor amigo de Seon-woo.[8]
- Song Sang-eun como Sa Na-hee, CEO de Bread-ya-Bang-ya y la mejor amiga de Se-ra.[8]
- Jo Young-jin como Kang Wan-su, vicepresidente del Grupo Eungang y padre de Tae-joon.[8]
- Yoon Sun-woo como Kang Tae-joon, gerente general del Grupo Eungang e hijo del vicepresidente.[8][9]
- Lee Jun-hyeok como el jefe Hong,  jefe de personal del Grupo Eungang.[8]
- Hong Woo-jin como Kim Jae-ha, persona de confianza del vicepresidente Kang y secretario de Kang Tae-joon.[8]
- Cha Rae-hyung como Han Kwang-gi, detective de homicidios en la comisaría de Yongnam, que creció en un orfanato con Se-ra.[8]
- Shin Yeon-woo como Lee Dong-hee, detective de policía compañero de Kwang-gi.[8]
- Shin Go Eun como Oh Ah-ra.[10][11]
- Min Chae-eun como Han Soo-ah.[12][13]
- Lee Na-ra como Park Eun-jung.[14]
- Bae Eun-woo como Ra Min-ji.[15]

#### Apariciones especiales
- Kim Jung-hwa como la madre de Eun Seon-woo.[16]

## Producción
El 18 de marzo de 2022 se anunció el nombre de los dos protagonistas de la serie y que el rodaje comenzaría en abril. Kwon Yu-ri y Jung Il-woo habían actuado juntos en 2021 para la serie dramática histórica del canal MBN Bossam: Steal the Fate, que registró una calificación de audiencia del 9,8 % en el último episodio, convirtiéndose en la de mayor audiencia en la historia de MBN.
El 20 de julio de 2022 el equipo de producción anunció que el que estaba previsto como director principal de Good Job, Ryu Seung-jin, cambiaría su papel para ser creador y trabajar en el guion con el fin de mejorar la calidad general de la serie. Fue reemplazado por el director Kang Min-gu.
El 22 de julio se realizó la primera reunión del reparto de actores y equipo de producción para la lectura del guion. Tres días después se publicó el primer cartel de la serie, al que le siguieron otros dos el 2 de agosto.

## Banda sonora original
| Parte | Fecha de publicación     | N.º | Título                  | Letra                          | Música | Artista         | Duración |
| ----- | ------------------------ | --- | ----------------------- | ------------------------------ | --- | --------------- | -------- |
| 1     | 24 de agosto de 2022     | 1   | «Closer»                | Elum (Prismfilter), Jeon Je-ni | [Park Ki-tae, BuildingOwner, Nmore, Lee Beom-hoon, Ohway!, Bir$day, Glenn, Elum (Prismfilter)], Jozu, Jeon Je-ni | Jay B, Youngjae | 3:12     |
| 1     | 24 de agosto de 2022     | 2   | «Closer» (inst.)        |                                | [Park Ki-tae, BuildingOwner, Nmore, Lee Beom-hoon, Ohway!, Bir$day, Glenn, Elum (Prismfilter)], Jozu, Jeon Je-ni |                 | 3:12     |
| 2     | 1 de septiembre de 2022  | 1   | «Savior»                | BUMZU, Glenn                   | BUMZU, Glenn | Baekho          | 3:11     |
| 2     | 1 de septiembre de 2022  | 2   | «Savior» (inst.)        |                                | BUMZU, Glenn |                 | 3:11     |
| 3     | 8 de septiembre de 2022  | 1   | «하루»                  | Elum, Jeon Jeon                | Lee Beom-hoon, Jeon Jeon, Elum                                                                                   | Summer Cake     | 3:30     |
| 3     | 8 de septiembre de 2022  | 2   | «뻔해»                  | JOZU, Lee Beom-hoon, Jeon Jeon | JOZU, Lee Beom-hoon                                                                                              | Soul Star       | 3:20     |
| 3     | 8 de septiembre de 2022  | 3   | «하루» (inst.)          |                                | Lee Beom-hoon, Jeon Jeon, Elum                                                                                   |                 | 3:30     |
| 3     | 8 de septiembre de 2022  | 4   | «뻔해» (inst.)          |                                | JOZU, Lee Beom-hoon                                                                                              |                 | 3:20     |
| 4     | 15 de septiembre de 2022 | 1   | «봄» (Primavera)        | Elum                           | Elum, Kim Seung-jun, Han A-young                                                                                 | Yerin           | 4:13     |
| 4     | 15 de septiembre de 2022 | 2   | «봄» (Primavera)(inst.) |                                | Elum, Kim Seung-jun, Han A-young                                                                                 |                 | 4:13     |
| 5     | 22 de septiembre de 2022 | 1   | «Puzzle»                | Kim Nong-mil, Bryn             | Baek Eun-woo, Kim Tae-jun, Kim Nong-mil, Bryn, Elum                                                              | Kim Nong-mil    | 2:50     |
| 5     | 22 de septiembre de 2022 | 2   | «Key»                   | Bryn                           | Baek Eun-woo, Kim Tae-jun, Bryn                                                                                  | Bryn            | 3:02     |
| 5     | 22 de septiembre de 2022 | 3   | «Puzzle» (inst.)        |                                | Baek Eun-woo, Kim Tae-jun, Kim Nong-mil, Bryn, Elum                                                              |                 | 2:50     |
| 5     | 22 de septiembre de 2022 | 4   | «Key» (inst.)           |                                | Baek Eun-woo, Kim Tae-jun, Bryn                                                                                  |                 | 3:02     |
| 6     | 29 de septiembre de 2022 | 1   | «Like you»              | Elum, Gesture                  | BuildingOwner, Lee Beom-hoon , Ohway!, Elum, Gesture                                                             | Chanju          | 3:13     |
| 6     | 29 de septiembre de 2022 | 2   | «Like you» (inst.)      |                                | BuildingOwner, Lee Beom-hoon , Ohway!, Elum, Gesture                                                             |                 | 3:13     |

## Audiencia
| Temporada | Temporada | Episodio número | Episodio número | Episodio número | Episodio número | Episodio número | Episodio número | Episodio número | Episodio número | Episodio número | Episodio número | Episodio número | Episodio número | Promedio |
| Temporada | Temporada | 1               | 2               | 3               | 4               | 5               | 6               | 7               | 8               | 9               | 10              | 11              | 12              | Promedio |
| --------- | --------- | --------------- | --------------- | --------------- | --------------- | --------------- | --------------- | --------------- | --------------- | --------------- | --------------- | --------------- | --------------- | -------- |
|           | 1         | 555             | 445             | 508             | 638             | 453             | 494             | 409             | 575             | 407             | 526             | 453             | 483             | —        |

| Episodio | Fecha de emisión         | Índices de audiencia (Nielsen Korea) | Índices de audiencia (Nielsen Korea) |
| Episodio | Fecha de emisión         | Nacional                             | Seúl                                 |
| --- | ------------------------ | ------------------------------------ | ------------------------------------ |
| 1 | 24 de agosto de 2022     | 2,322 % (4.ª)                        | 2,205 % (4.ª)                        |
| 2 | 25 de agosto de 2022     | 2,219 % (3.ª)                        | 2,124 % (3.ª)                        |
| 3 | 31 de agosto de 2022     | 2,330 % (4.ª)                        | 2,383 % (4.ª)                        |
| 4 | 1 de septiembre de 2022  | 3.175 % (2.ª)                        | 3.079 % (2.ª)                        |
| 5 | 7 de septiembre de 2022  | 2.056 % (5.ª)                        | 2.243 % (4.ª)                        |
| 6 | 8 de septiembre de 2022  | 2.251 % (3.ª)                        | 2.456 % (3.ª)                        |
| 7 | 14 de septiembre de 2022 | 2,150 % (4.ª)                        | 2,586 % (4.ª)                        |
| 8 | 15 de septiembre de 2022 | 2,853 % (4.ª)                        | 3,203 % (2.ª)                        |
| 9 | 21 de septiembre de 2022 | 2,078 % (4.ª)                        | 2,205 % (4.ª)                        |
| 10 | 22 de septiembre de 2022 | 2,508 % (3.ª)                        | 2,545 % (3.ª)                        |
| 11 | 28 de septiembre de 2022 | 2,13 % (5.ª)                         | 2,549 % (4.ª)                        |
| 12 | 29 de septiembre de 2022 | 2,296 % (3.ª)                        | 2,715 % (3.ª)                        |
| Promedio |                          |                                      |                                      |
| - En la tabla superior, aparecen en azul los índices más bajos, y en rojo los más altos. - N/D indica que no se publicó el dato. |                          |                                      |                                      |